# Sozialparasitismus
Als Sozialparasitismus bezeichnet man in der Biologie eine besondere Form des Parasitismus. Sozialparasitismus ist definiert als die Beziehung zwischen zwei Tierarten, bei der sich eine eusoziale Art mit steriler Arbeiterkaste (oder eine Art, die ihre Arbeiterkaste sekundär verloren hat) das Sozialsystem anderer, ebenfalls eusozialer Arten zunutze macht. Sozialparasiten sind außerordentlich spezialisierte Arten, denen es typischerweise gelingt, durch Mimikry oder andere Formen der Tarnung die reichhaltigen, aber stark bewachten Ressourcen einer Kolonie eusozialer Lebewesen auszubeuten. Sozialparasitismus tritt vor allem bei Hautflüglern auf.

## Vorkommen
Man kennt weltweit mehrere hundert Ameisenarten, die sich zu sozialen Parasiten anderer Ameisen entwickelten, und vermutet, dass es ein paar weitere hundert Arten gibt, die das Potenzial besäßen, diesen entwicklungsgeschichtlichen Weg einzuschlagen. Bei Bienen und Wespen sind ebenfalls viele Fälle von Sozialparasitismus bekannt. In diesem Zusammenhang ist es sehr erstaunlich, dass diese Form des Parasitismus bei Termiten so gut wie überhaupt nicht beobachtet wurde, obwohl diese Tiergruppe mit sehr vielen eusozialen Arten in weiten Teilen der Erde vorkommt.

## Sozialparasitismus bei Ameisen
Die folgenden Abschnitte beschäftigen sich ausschließlich mit Sozialparasitismus bei Ameisen, da er dort am vielfältigsten auftritt und am besten erforscht ist. Die ersten drei Kategorien sind von den übrigen deswegen abzugrenzen, weil sie in der Evolution wahrscheinlich die am stärksten abgeleitete Form des Sozialparasitismus darstellen (Definitionen nach Wilson).
In Mitteleuropa sind bisher 54 Arten bekannt, die entweder temporär oder permanent sozialparasitisch auftreten. Das sind 35 % aller bekannten Arten, von denen wiederum 15 % ihren gesamten Lebenszyklus als Parasiten verbringen. Sehr erstaunlich ist, dass Sozialparasitismus in den gemäßigten Breiten viel häufiger aufzutreten scheint. Aus den Tropen sind nur halb so viele Fälle bekannt und das, obwohl dort etwa 97 % aller bekannten Ameisenarten auftreten.
Als Erklärung für dieses Phänomen wurden folgende Theorien aufgestellt (nach Seifert):
- Ein kühles Klima bietet günstigere Voraussetzungen, um in eine Wirtskolonie einzudringen, da die Arbeiterinnen in ihrer Angriffslust und Bewegungsgeschwindigkeit gehemmt sind.
- Die Ameisengesellschaften der Tropen sind unglaublich artenreich und sehr zerstückelt. Da Sozialparasitismus in seiner Entstehung wahrscheinlich oft an eine spezifische Art gebunden ist, bietet die artenärmere Ameisenfauna der Nordhemisphäre mit ihren zum Teil recht homogenen Beständen bessere Anpassungsvoraussetzungen für die parasitierende Art.
- In den gemäßigten Breiten treten häufig polygyne Arten auf. Das erleichtert das Eindringen verwandter Arten, da die Akzeptanz von Jungköniginnen in polygynen Kolonien höher sein muss, um die Polygynie zu gewährleisten.

### Genetische Erosion
Eine sozialparasitäre Lebensweise von Ameisen kann zu einer genetischen Erosion, d. h. zu Genverlust führen. Bei Ameisen der Gattung Acromyrmex wurde beispielsweise eine Genverlust bei den Geruchsrezeptoren nachgewiesen.

### Inquilismus: Permanenter Sozialparasitismus

Teleutomyrmex schneideri

Das klassische Beispiel für vollendeten Sozialparasitismus ist Teleutomyrmex schneideri (griech.: „die letzte Ameise“), eine Ameisenart, die Mitte des 20. Jahrhunderts von Heinrich Kutter entdeckt wurde. Dieser außergewöhnliche Parasit kommt ausschließlich als Untermieter zweier Ameisenarten, Tetramorium caespitum und Tetramorium impurum, in den Französischen und Schweizer Alpen vor. Bei T. schneideri sind keine Arbeiterkasten zu beobachten, es existieren also ausschließlich Königinnen und Männchen. Dabei ist der Parasit von den Arbeiterinnen der Wirtskolonie gänzlich abhängig. Er lebt die meiste Zeit ektoparasitisch auf den Rücken seiner Wirte. Diese Extremform der Anpassung führte im Laufe der Stammesgeschichte allerdings dazu, dass der Körper im Vergleich zu anderen Arten verkümmert wirkt (beispielsweise ist der Chitinpanzer dünn und unpigmentiert, zudem kann ausschließlich flüssige Nahrung aufgenommen werden).

### Dulosis: Sklaverei
Einige Ameisenarten sind von Arbeiterinnen anderer Arten abhängig geworden. Die parasitierende Ameisenart begibt sich auf regelrechte Raubzüge, um die Ameisennester anderer Arten zu überfallen und die Brut zu verschleppen. Nach der Heimkehr ins eigene Nest werden die erbeuteten Eier und Puppen von bereits versklavten Arbeiterinnen versorgt und großgezogen, um ihrerseits wiederum als Sklaven zu dienen. Die sklavenhaltende Ameisenart ist dabei physiologisch so stark an die räuberische Lebensweise angepasst, dass sie ohne die geraubten Arbeiterinnen nicht überleben könnte. Dulosis kommt bei der Amazonenameise (Polyergus rufescens) und Mitgliedern der Formica sanguinea-Gruppe vor (ist auch in Deutschland anzutreffen).

### Temporärer Sozialparasitismus
Der Sozialparasit nutzt das Wirtsnest nur zur Koloniegründung. Die frisch begattete Königin der parasitierenden Art findet eine Wirtskolonie und stellt die „Adoption“ sicher, entweder durch zwanghafte Unterwerfung der Arbeiter oder durch Formen der Besänftigung. Die ursprüngliche Wirtskönigin wird dann durch den Eindringling oder „konvertierte“ Arbeiterinnen getötet. Nach und nach verwandelt sich das Nest in eine Mischkolonie, bis es schließlich, durch das Aussterben der letzten Wirtsarbeiterin, gänzlich zu einer Kolonie der Parasitenkönigin und ihres Nachwuchses wird. Temporärer Sozialparasitismus tritt in Europa beispielsweise bei allen Echten Waldameisen auf, also bei Formica-Arten der Untergattung Formica sensu stricto.

### Xenobiose
Hier lebt eine Art in den Wänden oder Kammern des Nestes der anderen und bewegt sich frei unter ihren Wirten. Sie erhält Nahrung, oft durch Regurgitation, dennoch wird die Brut getrennt gehalten.

### Lestobiose
Ein paar kleinere Ameisenarten, meist zur Gattung Solenopsis oder verwandten Gattungen gehörend, warten in den Nestwänden anderer Ameisen- oder Termiten-Bauten und dringen in die Nestkammern ihrer Wirte ein, um Futter zu stehlen und/oder die Brut zu rauben. Einige Carebara-Arten in Afrika und dem tropischen Asien bauen ihre Nester in den Wällen von Termitenhügeln und leben wahrscheinlich von den Bewohnern oder deren Brut.

### Cleptobiose
Einige kleinere Ameisenarten bauen Nester in der Nähe größerer und entnehmen Nahrung oder Brut aus der Wirtskolonie. In Indien wurde sogar eine Crematogaster-Art beschrieben, die lauernd auf eine Holcomyrmex-Art wartet, die schwer beladen mit erbeuteter Nahrung heimwärts läuft, um sie in einem Moment der Bedrohung durch andere Feinde auszurauben. Dieses Verhalten ist offensichtlich keine Einzelleistung, sondern wird von der parasitierenden Kolonie systematisch betrieben.
Im Süden der Vereinigten Staaten von Amerika wurden Arbeiter der Art Conomyrma pyramica beobachtet, die tote Insekten aufsammelten, die von einer Pogonomyrmex-Kolonie entsorgt worden waren (einschließlich der Pogonomyrmex-Leichen).

### Plesiobiose
Der Sozialparasitismus ist nur rudimentär ausgeprägt. Verschiedene Ameisenarten bauen ihre Nester nah beieinander, behelligen einander aber kaum, außer ihre Nestkammern werden zufälligerweise aufgebrochen, dann können Kämpfe und Nesträuberei auftreten.

## Sozialparasitismus bei Wespen
Prinzipiell gibt es drei Formen des Sozialparasitismus bei Wespen:
- Parasitoider Angriff. Die weibliche Wespe überfällt eine andere Wespenart, paralysiert sie und legt ihre Eier in ihr ab. Daraufhin dient das bewegungsunfähige Opfer den Larven als Nahrung.
- Arbeitsparasitismus. Ein Weibchen sucht gezielt nach einem bereits von einer anderen Wespenart gelähmten Opfer, gräbt sich in die Brutkammer vor, frisst die Eier des Parasitoiden und legt ihre eigenen Eier ab. Diese Form kommt nicht sehr häufig vor.
- Ersatz der Königin. Das parasitierende Weibchen dringt in ein Wespennest einer sozialen Art ein und tötet die Königin, um ihren Platz einzunehmen. Dieses Phänomen scheint bei Wespen und Ameisen ähnlich häufig aufzutreten. Beispielsweise sind zwei der sechzehn in Nordamerika vorkommenden Vespula-Arten permanente Sozialparasiten.

## Sozialparasitismus bei Bienen und Hummeln
Auch bei Bienen ist Sozialparasitismus ein weit verbreitetes Phänomen. Es kommt in den Familien der Halictidae, Anthophoridae, Megachilidae und Apidae vor. In typischer Weise dringt dabei die parasitierende Bienenart in die Nestkammer vor und legt ein Ei in einer der vielen Brutkammern ab. Die schnell heranwachsende Larve verdrängt daraufhin den ursprünglichen Bewohner passiv oder tötet ihn gar aktiv mit den bei manchen Arten sehr früh ausgeprägten Mandibeln. In seltenen Fällen wird das Opfer verspeist. Im Gegensatz zu den Wespen ist bei Bienen keine parasitoide Lebensweise bekannt, da sie sich äußerst selten von tierischem Protein ernähren.
Aus Argentinien ist eine Bienenart (Lestrimelitta limao) bekannt, die regelrechte Raubzüge gegen Bienen der Gattung Melipona und Trigona unternimmt. Dabei geht es in erster Linie darum, Nahrungsvorräte zu erbeuten, die im Kropf gespeichert werden, um sie in die eigene Kolonie zu schaffen. Während des Überfalls sondert die Angreiferin eine stark limonenartig duftende Substanz aus ihren Mandibulardrüsen ab. Dieses als Citral identifizierte Pheromon wirkt auf die Arbeiterinnen offensichtlich aufheizend, sodass sie den Stock verlassen. Es ist schon beobachtet worden, dass L. limoa das eroberte Nest besetzten und es als eigene Kolonie annektierten (ähnlich der Dulosis bei Ameisen).
Der Sozialparasitismus bei Hummeln begründet sich direkt aus der aggressiven Organisation ihrer Kolonien und ist recht gut erforscht. Bei einigen Arten der Gattung Bombus versuchen die Königinnen in fremde Nester einzudringen und die Gründerkönigin zu töten, um ihren Platz einzunehmen. In solchen Fällen wehren sich die Gründerkönigin und ihr Hofstaat oft bis zum Tod. Häufig treten mehrere Invasionen nacheinander auf. In einem Extremfall wurden in einer Kolonie 20 tote B. terrestris gefunden.
Auch temporärer Sozialparasitismus und sogar Inquilismus wurde bei Bombus nachgewiesen.

## Sozialparasitismus bei Termiten
Wie bereits erwähnt ist der Sozialparasitismus bei Termiten fast überhaupt nicht vorhanden. Im Vergleich zu den Hymenopteren kommt hier eine eher schwache Form vor, die am ehesten mit der Xenobiose bei Ameisen vergleichbar ist. Es wurden Arten aus drei Ordnungen beobachtet, Ahamitermes, Incolitermes und Termes, bei denen ein Verhalten erkennbar ist, das als Nestparasitismus bezeichnet werden könnte. Die Mitglieder dieser Arten leben in den Wänden anderer Termitenkolonien und ernähren sich von der pappmachéartigen Bausubstanz. Diese Vorgehensweise sorgt für nicht unbeträchtliche Probleme bei der Wirtskolonie, da es zu Schädigungen des hocheffizienten Belüftungssystems kommen kann. Ein sehr spezieller Fall des Sozialparasitismus durch eine Ameisenart wurde bereits weiter oben unter 'Lestobiose' aufgeführt.